# (2330) Ontake
(2330) Ontake (1977 DS3) – planetoida z pasa głównego asteroid okrążająca Słońce w ciągu 5,68 lat w średniej odległości 3,18 au. Odkryta 18 lutego 1977 roku.